# Petri Mäntylä
Petri Mäntylä (Finlandia, 12 de abril de 1974) es un árbitro de baloncesto finés, que dirige partidos en la Korisliiga, Euroliga y Eurocup.

## Trayectoria
Comenzó su trayectoria arbitral en 1987, cuando aún era jugador. En 1999 se convirtió en árbitro internacional FIBA, pero no fue hasta 2001 que empezaría a dirigir partidos de Euroliga y Eurocup.

## Temporadas
| Categoría          | País      | Año               |
| ------------------ | --------- | ----------------- |
| Liga finesa        | Finlandia | 1987 - Actualidad |
| FIBA               | Mundo     | 1999 - Actualidad |
| Euroliga y Eurocup | Europa    | 2001 - Actualidad |